# 왼손을 위한 피아노 협주곡
왼손을 위한 피아노 협주곡의 대부분은 제1차 세계 대전 때 오른팔을 잃은 오스트리아의 피아니스트 파울 비트겐슈타인을 위해서 작곡된 것이다.
- 모리스 라벨 - 왼손을 위한 피아노 협주곡 (1929-1930) (비트겐슈타인의 위촉으로 작곡함)
- 네드 로렘 - 왼손을 위한 피아노 협주곡 (피아노 협주곡 제4번) (1993)
- 보후슬라프 마르티누 - 왼손 피아노와 실내악을 위한 소협주곡 (작품번호 173, 1926)
- 에리히 볼프강 코른골트 - 왼손을 위한 피아노 협주곡 (작품번호 17, 1923) (비트겐슈타인의 위촉으로 작곡함)
- 세르게이 보르트키에비치 - 왼손을 위한 피아노 협주곡 (피아노 협주곡 제 2번) (작품번호 28, 1923) (비트겐슈타인의 위촉으로 작곡함)
- 세르게이 프로코피예프 - 왼손을 위한 피아노 협주곡 (피아노 협주곡 제4번) (작품번호 53, 1931) (비트겐슈타인에게 헌정)
- 파울 힌데미트 - Klaviermusik mit Orchester (작품번호 29, 1923)